# Погорильце (ґміна)
Ґміна Погорильце (пол. Gmina Pohorylce) — колишня (1934—1939 рр.) сільська ґміна Перемишлянського повіту Тарнопольського воєводства Польської республіки (1918—1939) рр.. Центром ґміни було село Погорільці.

1 серпня 1934 р. було створено ґміну Погорильце у Перемишлянському повіті. До неї увійшли сільські громади: Ганачув, Ганачувка, Лагодув (частина), Подгайчикі, Погорильце, Станіміж, Унтервальден.

У 1934 р. територія ґміни становила 63,35 км². Населення ґміни станом на 1931 рік становило 7 602 особи. Налічувалось 1 526 житлових будинків.
У 1940 р. ґміна ліквідована у зв'язку з утворенням району.